# Jüri Jaanson
Jüri Jaanson (født 14. oktober 1965 i Tartu, Sovjetunionen) er en estisk tidligere roer, der gennem karrieren repræsenterede først Sovjetunionen og siden Estland i internationale konkurrencer.
Jaanson er dobbelt olympisk sølvvinder. Han vandt sølv i singlesculler ved OL 2004 i Athen og i dobbeltsculler ved OL 2008 i Beijing sammen med Tõnu Endrekson. Han deltog også ved OL i både 1988, 1992, 1996 og 2000.
Også i VM- og EM-sammenhæng vandt Jaanson en række medaljer, blandt andet guld i singlesculler ved VM 1990 i Australien.
Efter at have stoppet sin rokarriere har Jaanson gjort karriere i politik. Han blev valgt til det estiske parlament Riigikogu i 2011 for partiet Eesti Reformierakond.

## Resultater

### OL-medaljer
- 2004:  Sølv i singlesculler
- 2008:  Sølv i dobbeltsculler

### VM-medaljer
- VM i roning 1990:  Guld i singlesculler
- VM i roning 1995:  Sølv i singlesculler
- VM i roning 1989:  Bronze i singlesculler
- VM i roning 2005:  Bronze i dobbeltfirer
- VM i roning 2007:  Bronze i dobbeltsculler

### EM-medaljer
- EM i roning 2008:  Guld i dobbeltfirer